# Евдокија Нео - Кисаретиса Палеолог
Евдокија НеоКаесареитиса Палеологина је била византијска племкиња с краја 13. почетка 14. века.
О њеној породици се не зна много, њен отац је био протасекрит познат у изворима као неоцезаретски протасекрит без имена, важна и висока дворска титула тог времена са утицајем у палати. Неокисареити су били значајна породица политичара из 13. и 14. века, добро познат у истом периоду био је Манојло Неокисареитис који је 1274. године, обављао дужност протасекрите, а његов син је био Михаило Неокисареитис, његова повезаност са Евдокијом је непозната.
Евдокија се удала за деспота Константина Палеолога, сина цара Андроника II који се оженио по други пут, а са првом женом није имао деце, али је имао ванбрачног сина са слушкињом. Са деспотом Константином је имала ћерку Евдокију, која се удала за Димитрија Цамблакона.